# Thais undata
Thais undata är en snäckart som beskrevs av Jean-Baptiste Lamarck. Thais undata ingår i släktet Thais och familjen purpursnäckor. Inga underarter finns listade i Catalogue of Life.